# Општина Сандански
Општина Сандански (буг. Община Сандански) административна је јединица у области Благоевград, на југозападу Бугарске. Седиште општине је град Сандански. Према попису из 2021. године у општини је живело 35.885 становника.

## Насељена места
Општина Сандански обухвата 54 насељена места.
| - Белевехчево - Белово - Бождово - Виногради - Вихрен - Волково - Врања - Големи Цалим - Голешово - Горња Сушица - Горње Спанчево - Дамјаница - Дебрене - Долени | - Златолист - Зорница - Јаново - Калиманци - Катунци - Кашина - Ковачево - Крланово - Крстилци - Ладарево - Ласкарево - Лебница - Левуново - Лехово | - Лешница - Лиљаново - Лозеница - Љубивиште - Љубовка - Мали Цалим - Мелник - Ново Делчево - Ново Хоџово - Петрово - Пиперица - Пирин - Плоски | - Поленица - Рожен - Сандански - Склаве - Спатово - Стожа - Струма - Сугарево - Хотово - Храсна - Хрсово - Черешница - Џигурово |

## Демографија
После Другог светског рата Бугарска радничка партија (комунисти) се придржавала приципа за национално самоопредељење на простору бугарске Македоније. Након доласка Тодора Живкова на чело Бугарске комунистичке партије 1954. године, та позиција је промењена, сматрало се да посебна македонска нација не постоји и да је на резултате пописа из 1946. године утицала НР Македонија и Југославија преко БРП (комунисти). На попису из 1946. године Санданска општина (обухватала је и данашње општине Кресна и Струмјани) имала је 48.902 становника.
| Национални састав према попису из 1946.‍ | Национални састав према попису из 1946.‍ | Национални састав према попису из 1946.‍ | Национални састав према попису из 1946.‍ | Национални састав према попису из 1946.‍ |
| --------------------------------------- | --------------------------------------- | --------------------------------------- | --------------------------------------- | --------------------------------------- |
|                                         |                                         |                                         |                                         |                                         |
| Македонци                               | Македонци                               |                                         | 41.247                                  | 84,3%                                   |
| Бугари                                  | Бугари                                  |                                         | 7.600                                   | 15,5%                                   |

У општини је према попису из 2021. године живело 35.885 становника.
| Национални састав према попису из 2021.‍ | Национални састав према попису из 2021.‍ | Национални састав према попису из 2021.‍ | Национални састав према попису из 2021.‍ | Национални састав према попису из 2021.‍ |
| --------------------------------------- | --------------------------------------- | --------------------------------------- | --------------------------------------- | --------------------------------------- |
|                                         |                                         |                                         |                                         |                                         |
| Бугари                                  | Бугари                                  |                                         | 31.939                                  | 89%                                     |
| Роми                                    | Роми                                    |                                         | 1.219                                   | 3,4%                                    |